# Sant Corneli de Buira
Sant Corneli de Buira és l'església romànica del poble de Buira, pertanyent a l'antic terme de Benés, de l'Alta Ribagorça, actualment dins del municipi de Sarroca de Bellera, del Pallars Jussà.
Està situada en el lloc més alt del poble de Buira, damunt d'una roca.
No es tenen notícies documentals d'aquesta església, malgrat que, pel seu aparell constructiu, és obra del segle xii.
L'edifici és d'una sola nau, capçada a llevant per un absis semicircular. La unió de l'absis amb la nau es resol amb un arc presbiteral. Tenia una porta original, ara paredada, a la faça meridional, als peus de la nau. L'arc que la corona és apuntat. La porta actual és a la façana de ponent, i està aixoplugada per un porxo que s'obre només pel costat sud. A prop de la porta hi ha també una finestra de doble esqueixada acabada en arc apuntat, cosa que fa veure l'acabament sota la influència gòtica d'aquesta església.
En general, l'aparell és irregular, rústec, propi d'una obra popular, rural. És molt tardana, possiblement del segle xiii.
En èpoques posteriors, a més, es feren reformes importants: sobrealçat de la nau, construcció de capelles al nord i al sud, redecoració interior i construcció d'un cor, que modificaren substancialment l'obra medieval.